# A Town Called Paradise
A Town Called Paradise – piąty album studyjny holenderskiego DJ-a Tiësto, który został wydany 17 czerwca 2014 roku przez Musical Freedom, PM:AM Recordings oraz Universal Music. Płytę promowały trzy single: "Red Lights", "Wasted" i "Light Years Away".

## Lista utworów
1. "Red Lights" (feat. Michel Zitron) - 4:22
2. "Footprints" (feat. Cruickshank) - 4:17
3. "Light Years Away" (feat. DBX) - 3:43
4. "A Town Called Paradise" (feat. Zac Barnett) - 4:09
5. "Written in Reverse" (oraz Hardwell feat. Matthew Koma) - 4:28
6. "Echoes" (feat. Andreas Moe) - 4:59
7. "Last Train" (oraz Firebeatz feat. Ladyhawke) - 4:28
8. "Wasted" (feat. Matthew Koma) - 3:10
9. "Let’s Go" (feat. Icona Pop) - 3:22
10. "The Feeling" (feat. Ou Est le Swimming Pool)  - 4:45
11. "Shimmer" (feat. Christian Burns) - 3:32
12. "Rocky" (feat. Kaaze) - 3:32
13. "Close to Me" (oraz Sultan + Ned Shepard feat. Quilla) - 4:20
14. "Set Yourself Free" (feat. Krewella) - 4:39

Deluxe Edition
1. "Don't Hide Your Light" (Tiësto & MOTi feat. Denny White) - 3:15
2. "Calling on Angels" (Tiësto & Fred Falke feat. Elan Lea) - 3:16
3. "Can't Forget" (Tiësto & Dzeko & Torres) - 4:10
4. "Take Me" (feat. Kyler England) - 3:48